# 国際列車

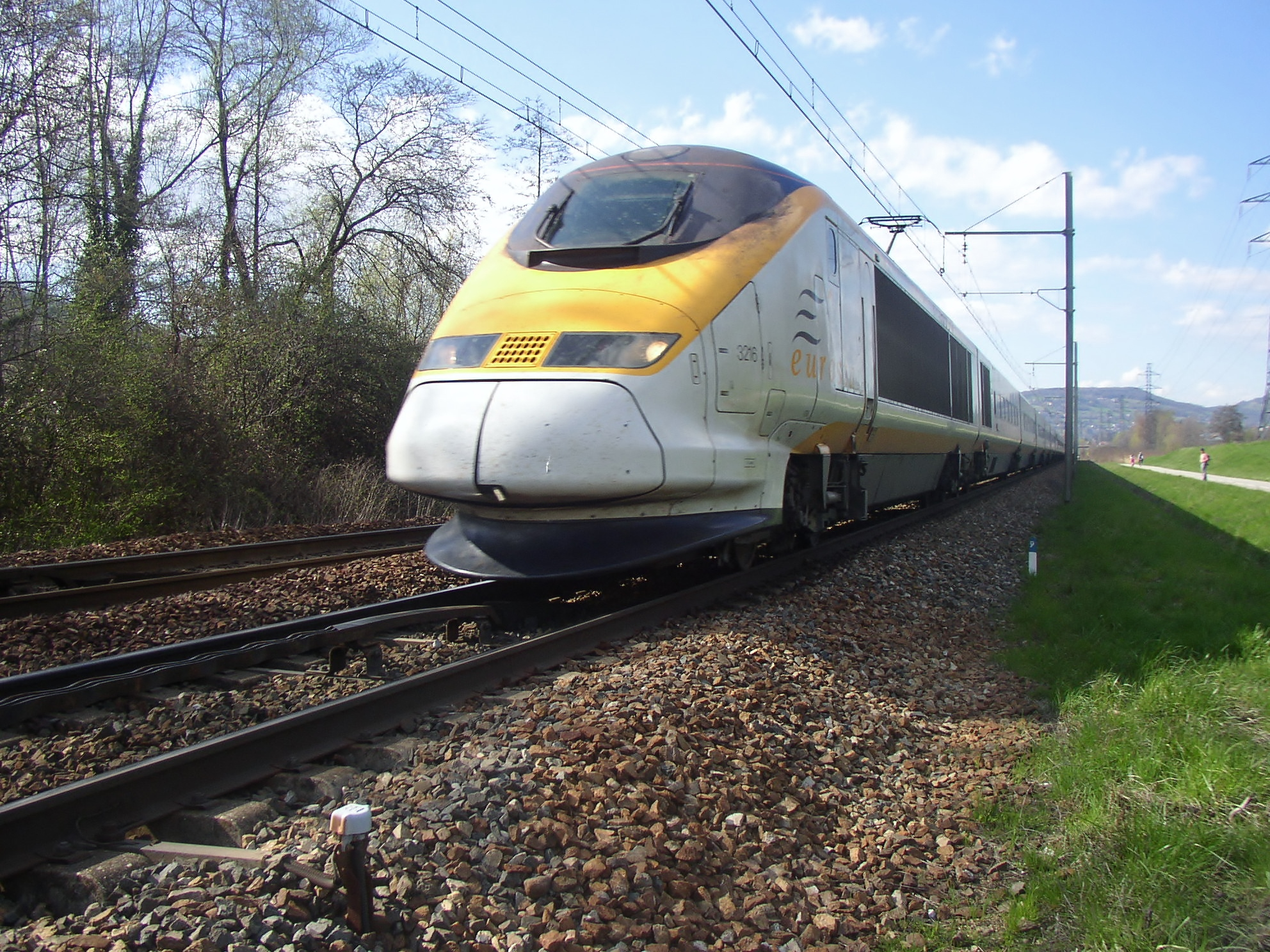
ユーロスター

国際列車（こくさいれっしゃ）とは、国境を跨いで2か国以上を営業運転する列車である。
ヨーロッパには数多く存在し、アジア、アフリカ、北アメリカなどにも存在する。ここでは特筆のない限り旅客輸送を行う国際列車について記述する。

## 特徴

### 出入国管理
列車が国境を越えるためには一般に出入国管理の手続きが必要である。これにはいくつかの方法が存在する。
一つは、それぞれの国の領土内の国境手前にある駅を国境駅とし、出国時はまず国内側の国境駅で旅客に対する出国審査などが行われ、列車の国境通過後に相手側の国境駅で入国審査が行われる。また国境の一方側の駅のみを国境駅とし、出国と入国の手続きを同時に行なうこともある。手続きは車内で行なわれることもあるが、一旦乗客全員が列車から降りなければならないケースも存在する。
また国境駅を設けず、もしくは国境駅を通過する列車で、国境から離れたターミナル駅での乗車、下車の際に手続きを行なう例もある。夜行列車で夜間に国境を通過する場合には、車掌がパスポートなど必要書類を預かり乗客が寝ている間に手続きを行なうこともある。
ヨーロッパのシェンゲン協定加盟国相互間では出入国手続きは原則として不要である。これ以外にも出入国管理が事実上行なわれていない例もある。

### サービス
国際列車は、2つ以上の国を跨ることから、各国の車両が混合して連結されていたり、2つ以上の言語による車内アナウンスが行われたりするなど、いわゆる「国際色」が強い。また、食堂車を連結している列車では途中駅で食堂車の付け替えを行い、運行国が変わるごとにそれぞれの国の食堂車が連結される場合がある。

## 主な国際列車

### ヨーロッパ
多数の国が国境を接し、古くから鉄道網の発達しているヨーロッパでは、高速鉄道や長距離夜行列車からローカル線や通勤列車に至るまで多様な国際列車が運行されている。

#### 高速鉄道

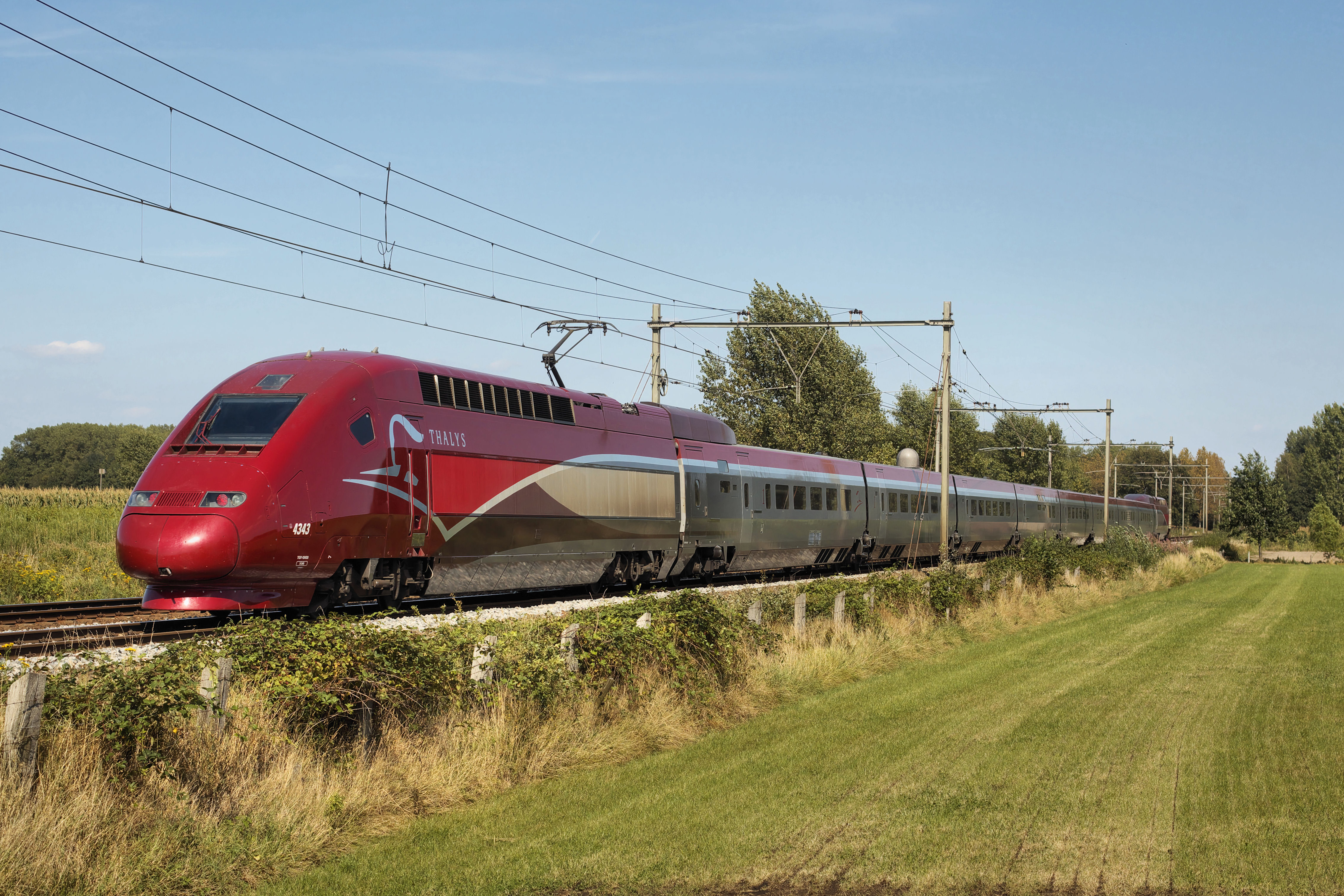
タリス

- ユーロスター : ロンドン（イギリス） - パリ（フランス）、ブリュッセル（ベルギー）など
- タリス : パリ - ブリュッセル - アムステルダム（オランダ）、ケルン（ドイツ）など
- TGV、AVE、ICEの一部系統

#### その他の長距離列車
- ユーロシティの各系統

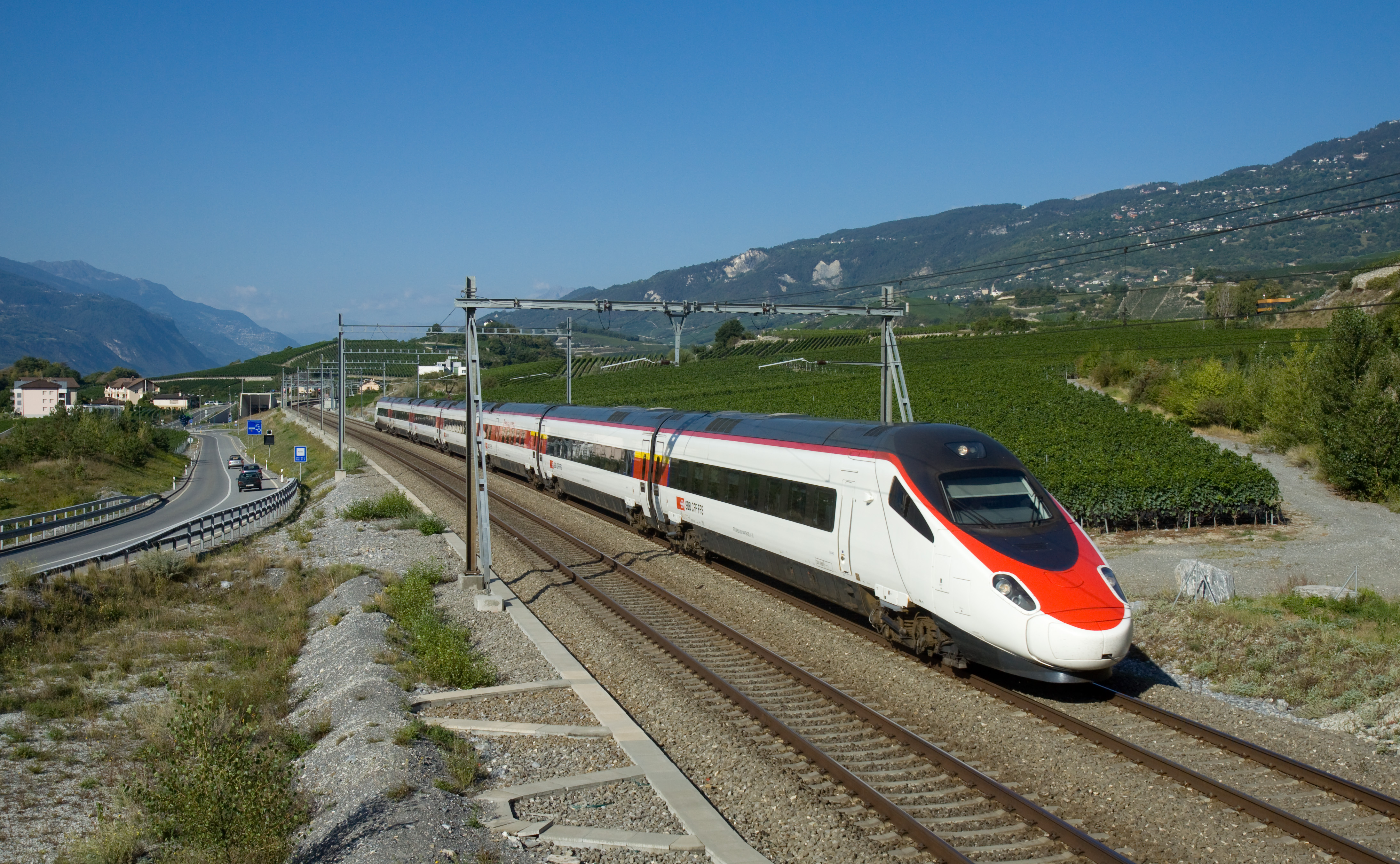
ユーロシティ

- チザルピーノ : ヴェネツィア（イタリア） - ジュネーヴ、バーゼル（スイス）など
- ベネルクストレイン : アムステルダム - ブリュッセル
- railjet : ミュンヘン（ドイツ） - ウィーン（オーストリア） - ブダペスト（ハンガリー）
- インターシティの一部系統
- ユーロナイトの各系統（夜行）
- トレンオテル（夜行）

その他多数。

#### その他
- タンド線（イタリア、フランス国境のローカル線）
- バーゼル都市圏のSバーン（スイス、ドイツ、フランス）
- バスク鉄道（スペイン・バスク自治州政府が運営する鉄道だが、国境から数百メートルフランス領に入ったアンダイエまで国際列車が運行されている）

など。
またかつて運行されていたが現在では廃止もしくは他の事業者、列車種別に変更された国際列車として、国際寝台車会社（ワゴン・リ）、ミトローパの列車群やトランス・ヨーロッパ・エクスプレス（TEE）、オリエント急行がある。

### 旧ソ連→ロシア
- ウズベキスタン号 :  モスクワ（カザンスキー駅） - タシケント（ウズベキスタン）
- カザフスタン号 :  モスクワ（パヴェレツキー駅） - アルマトイ（カザフスタン）

### 東アジア
東アジアでは長距離の国際列車がいくつか運行されている。
- K3/4次列車 : 北京（中国） - ウランバートル（モンゴル） - モスクワ（ヤロスラフスキー駅）
- K23/24次列車 : 北京 - ウランバートル
- ボストーク号 : 北京 - 満洲里 - モスクワ
- K27/28次列車 : 平壌（朝鮮民主主義人民共和国） - 北京
- 平壌 - ハサン - モスクワ
- K9795/9796次列車 : ウルムチ南（中国・新疆ウイグル自治区） - アルマトイ（カザフスタン）
- K7023/7024次列車 : ウラジオストク・ハバロフスク - ハルビン東（ハルビン東行きはウスリースク駅でウラジオストクとハバロフスクから来た車両を連結 ハルビン東発の列車はその逆コースをたどる）

### 東南アジア
中国／ベトナム
- 北京西駅（中国） - 南寧駅 - ザーラム駅（ベトナム） ：Z5/6次列車（中国語版）・T8701/8702次列車
- 河口北駅（中国）- ラオカイ駅（ベトナム）：不定期に貨物列車が運行されている。

中国／ラオス
- 中国ラオス鉄道
  - 昆明南（中国）- ヴィエンチャン（ラオス）：D87/88次列車（中国語版）
  - シーサンパンナ駅（中国）- ルアンパバーン駅（ラオス）：D85/86次列車（中国語版）

タイ／カンボジア
- バンクロンルク国境駅（英語版）（タイ） - ポイペト駅（英語版）（カンボジア）: 不定期に貨物列車が運行されている。

タイ／ラオス
- ノーンカーイ駅（タイ） - ターナレーン駅（ラオス） - ヴィエンチャン駅（ラオス）

2009年3月からはメコン川に架かるタイ＝ラオス友好橋を渡る鉄道が開業し、1日2往復、国際急行列車がタイ国有鉄道により運行されていた。この列車の走行距離はノーンカーイ・ターナレーン間の6.2kmで、「Shuttle Tebrau」運行開始までは、定期旅客国際列車としては世界最短距離であった。2024年7月、ヴィエンチャン駅まで延伸開業、全旅客列車が直通している。
タイ／マレーシア
- バンコク（タイ） - パダン・ブサール駅（マレーシア） : en:International Express
- ハートヤイ駅（タイ） - パダン・ブサール駅（マレーシア） : 1日2往復

マレーシア／シンガポール
- JBセントラル駅（マレーシア） - ウッドランズ・トレイン・チェックポイント（シンガポール）: Shuttle Tebrau - 運行距離はわずか2.1kmで、2023年現在、定期旅客国際列車の運行距離としては世界最短である。JBセントラル行きは1日13本、ウッドランズ・トレイン・チェックポイント行きは1日18本
- バターワース駅（マレーシア） - KLセントラル駅 - シンガポール : イースタン&オリエンタル・エクスプレス（不定期運行[2]）

### 南アジア
インドとパキスタンは長い国境で接しているが、陸上で通過可能なのは1か所のみである。
- コルカタ（インド） - ダッカ（バングラデシュ）
- ラホール（パキスタン） - アムリトサル（インド）

### 西アジア
トルコとイラン、シリアの間に国際列車が運行されている。また、トルコは2017年にアゼルバイジャンとジョージアの2ヶ国と共にBKT鉄道を開業しており、南コーカサス地域にも国際列車が運行されている。

### アフリカ
内陸国と海を結ぶ形の国際列車がいくつか運行されている。
- ダカール（セネガル）- バマコ（マリ） : ダカール・ニジェール鉄道
- ダルエスサラーム（タンザニア） - カピリムポシ（ザンビア） : タンザン鉄道（南アフリカのケープからジンバブエのヴィクトリアフォールズ橋でダルエスサラームまで渡るロボスレイルの世界最高級の豪華列車[3]と謳う定期旅客国際列車「プライド・オブ・アフリカ（英語版）」は、2年に1度は船舶なども利用してエジプトのカイロまで運行されている[4]）
- アビジャン（コートジボワール） - ワガドゥグー（ブルキナファソ） : アビジャン・ニジェール鉄道

### 北アメリカ
アメリカ合衆国とカナダの間には国際列車が数系統存在する。
- ニューヨーク（アメリカ・ニューヨーク州） - モントリオール（カナダ・ケベック州） : "Adirondack"（アディロンダック）
- ニューヨーク - トロント（カナダ・オンタリオ州） : "メープルリーフ（The Maple Leaf）"
- シアトル（アメリカ・ワシントン州） - バンクーバー（カナダ・ブリティッシュコロンビア州） : "Amtrak Cascades"（アムトラック・カスケーズ）

### 南アメリカ
アルゼンチン・チリとその隣国との間にいくつかの国際列車が運行されている。
- ポサーダス（アルゼンチン・ミシオネス州 - エンカルナシオン（パラグアイ・イタプア県） : "Tren Binacional Posadas Encarnación"（ポサーダス・エンカルナシオン国際列車）
- タクナ（ペルー・タクナ県） - アリカ（チリ・チリ第一地域） : タクナ・アリカ鉄道普通列車
- ピラール（英語版）（アルゼンチン・ブエノスアイレス州） - モンテビデオ（ウルグアイ・モンテビデオ県） : "Tren de los Pueblos Libres"（自由な人々の列車） - 運休中

このほかにも廃止された国際列車として、以下のものが挙げられる。
- ブエノスアイレス（アルゼンチン・連邦首都特別区） - アスンシオン（パラグアイ・首都特別区） : ブエノスアイレス - ポサーダス（アルゼンチン・ミシオネス州）は"Expreso Cataratas"（滝急行）・ポサーダス - アスンシオン間は"El Guarani"（グアラニー族およびグアラニー語）、1993年廃止
- サン・ミゲル・デ・トゥクマン（アルゼンチン・トゥクマン州） - ラパス（ボリビア・ラパス県） : "El Panamericano"（パンアメリカン） - 1993年廃止[5]
- ブエノスアイレス（アルゼンチン・連邦首都特別区） - サルタ（アルゼンチン・サルタ州） - サンタクルス（ボリビア・サンタクルス県） : ブエノスアイレス - サルタ間は急行"El Norteño"（北部号）・サルタ - サンタクルス間は普通列車、1993年廃止[5]
- サルタ（アルゼンチン・サルタ州） - アントファガスタ（チリ・アントファガスタ地域）  : "Tren a las Nubes"（雲への列車）[6]
- アリカ（チリ・チリ第一地域) - ラパス（ボリビア・ラパス県） : アリカ・ラパス鉄道普通列車[7]
- ロス・アンデス（チリ・バルパライソ地域） - メンドーサ（アルゼンチン・メンドーサ州） : アンデス横断鉄道
- サンパウロ（ブラジル・サンパウロ州） - モンテビデオ（ウルグアイ・モンテビデオ県） : ブラジルとウルグアイは線路幅が異なるため、ウルグアイの車両が国境のブラジル側の駅であるサンタナ・ド・リヴラメント（ブラジル・リオグランデ・ド・スル州）へ乗り入れ、そこで乗り換えを行った。